# Bennett-Winkel

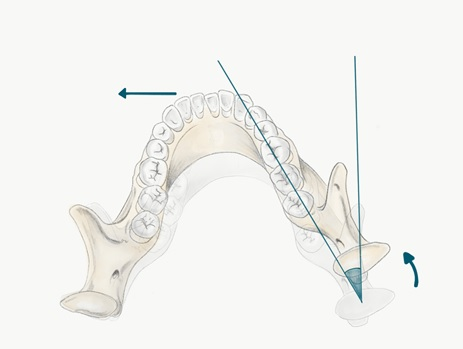
Bennett-Winkel

Der Bennett-Winkel ist der in der Horizontalebene gemessene Winkel zwischen der sagittalen Protrusionsbahn und der Mediotrusionsbahn des Kondylus. Im Gegensatz zur Bennett-Bewegung befindet sich der Bennett-Winkel also auf der Balanceseite. Sein Mittelwert beträgt 15–20°, derjenige der Kondylenbahnneigung beträgt 30°. Beides sind Messgrößen für die Kieferbewegungen. Der Bennett-Winkel beschreibt das Ausmaß einer Unterkieferbewegung durch das seitliche Versetzen des Unterkiefers (Mandibula) gegen den Oberkiefer (Maxilla). Er entsteht durch die Projektion zweier Geraden auf die Frankfurter Horizontale. Die Messgröße wird bei der Herstellung von Zahnersatz in einem Artikulator benötigt.

## Bezeichnung
Der Bennett-Winkel ist nach dem britischen Kieferchirurg Sir Norman Godfrey Bennett (1870–1947) benannt, der 1908 die Seitwärtsbewegungen des Unterkiefers beschrieben hat.

## Bennett-Bewegung
Die Bennett-Bewegung [engl.: Bennett’s movement] ist das seitliche Versetzen der Laterotrusionskondylen während einer Lateralbewegung des Unterkiefers.
Der Kondylus der sogenannten Laterotrusionsseite (Arbeitsseite) erfährt eine progressive seitliche Verschiebung. Diese Bewegung wird als Bennett-Bewegung bezeichnet. Der Kondylus dreht mit einer leichten seitlichen Verschiebung in die Bewegungsrichtung.
Gleichzeitig zur Bennett-Bewegung des Laterotrusionskondylus erfährt der Mediotrusionskondylus eine Bewegung nach ventral, kaudal und medial.
Es kann jedoch auch zu einer unmittelbaren, sofortigen Seitenverschiebung des Mediotrusionskondylus kommen, bevor dieser nach vorne wandert. Man spricht man von einem Immediate side shift. Erfolgt die Medialbewegung des Mediotrusionskondylus hauptsächlich zu Beginn der Vorwärtsbewegung, handelt es sich um ein Early side shift und ist die Medialbewegung auf die ersten 4 mm der Vorwärtsbewegung gleichmäßig  verteilt, spricht man von einem Distributed side shift.